# Zdjęcia Ginger III: Początek
Zdjęcia Ginger III: Początek (ang. Ginger Snaps Back: The Beginning) – kanadyjski horror filmowy z 2004 roku w reżyserii Granta Harveya. Prequel filmu Zdjęcia Ginger.

## Fabuła
Akcja dzieje się w dziewiętnastowiecznej Kanadzie. Ginger i jej siostra Brigitte po katastrofie statku, którym płynęły wraz z rodzicami, wędrują przez las. Spotykają starą szamankę, która ostrzega ich przed niebezpieczeństwem. W końcu dziewczyny trafiają do fortu, którego mieszkańcy zachowują się dziwnie. Jednym z domowników jest młody Indianin. Szybko wychodzi na jaw, że w forcie kończą się zapasy, a wysłani po nie ludzie jeszcze nie wrócili. W nocy Ginger słyszy dziwne głosy i, starając się pomóc jakiemuś chłopcu zamkniętemu w pokoju, zostaje przez niego pogryziona. Od tej pory też zaczyna zachowywać się dziwnie. Okazuje się, że fort jest otoczony przez wilkołaki, a chłopiec, który pogryzł Ginger, jest jednym z nich.